# 斯利文市鎮

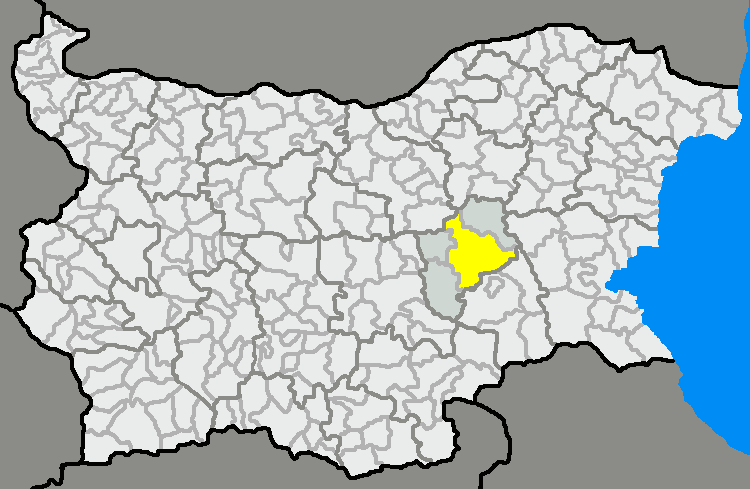

斯利文市，是保加利亞的城鎮，位於該國東部，由斯利文州負責管轄，首府設於斯利文，面積1,366平方公里，2008年人口133,067，人口密度每平方公里97.4人。